# Manuel el Agujeta
Manuel de los Santos Pastor (Las Tablas in de gemeente Jerez de la Frontera, 17 mei 1939 – Jerez de la Frontera, 25 december 2015) ook bekend onder de artiestennaam El Agujetas of El Agujeta, was een Spaans flamencozanger en componist.

## Biografie
Manuel de los Santos Pastor werd geboren in Las Tablas, een dorpje in de gemeente Jerez de la Frontera. Hij werd vooral bekend onder de artiestennaam Manuel el Agujetas of el El Agujeta. Dit laatste omdat hij de zoon was van Agujetas el Viejo. Vader en zoon volgen de school van Manuel Torre, een uiterst belangrijke vertegenwoordiger van de Jerez traditie. Zelf is Manuel el Agujeta vader van cantaores Dolores Agujetas en Antonio Agujetas.
Zijn geboortejaar is nogal onzeker: volgens sommige familieleden was zijn geboorte ‘rond’ de “explosie van Cádiz” in 1947, volgens andere familieleden werd hij jaren eerder, begin jaren ‘40 geboren. Elders wordt vermeld dat zijn geboortejaar 1939 zou zijn.
Als kind werkte hij in de smidse van zijn vader, waar hij luisterde naar de zang van zijn vader en zijn broer. Als vermeld was zijn vader cantaor naar de traditie van Manuel Torre, die een vriend van hem was en die hem zijn traditie over gaf. Manuel zong een zeer ouderwetse, nagenoeg antieke stijl, waarin hij autodidact was. Ook werkte vader Agujetas el Viejo als smid (bouten klinker) aan het spoor. (Agujeta = spoorrail, stopnaald)
Begin jaren ’70 trok hij naar Madrid, waar hij met Blas Vega samenwerkte aan opnamen van de Magna Antología del Cante (Grote bloemlezing van de cante – flamenco zang). Vanaf die tijd zou hij zich professioneel aan de cante flamenco gaan wijden.
In de film Flamenco (1995) van Carlos Saura zingt hij een Martinete, het lied van de smid, slechts begeleid door de klappen van een hamer op het aambeeld.
In 2000 maakte Dominique Abel Agujetas cantaor een biografisch document, waarin men een uiterst intieme en persoonlijke blik op Agujetas krijgt. Hier verklaart Agujetas over zijn geboortejaar: "no tengo papeles" – ik heb geen papieren.
Naast zijn optredens in Spanje, trad hij overal in Europa op, onder andere in Parijs, Londen en in de Verenigde Staten; hij reisde jarenlang tussen New York en Spanje op en neer. In 1977 won hij de prestigieuze Premio Nacional de la Cátedra de Flamencología de Jerez.
Hij overleed op Eerste Kerstdag 2015 in het Hospital del Servicio Andaluz de Salud in Jerez de la Frontera op 76-jarige leeftijd.

## Discografie
(Deze discografie is niet volledig)
1. Viejo cante jondo (1972)
2. Premio Manuel Torre de Canta Flamenco (1974)
3. El color de la hierba (1978)
4. Grandes Cantaores de flamenco: Agujetas (1986)
5. En París (1990)
6. El Querer no se puede ocultar (1998)
7. En la soleá (1998)
8. Agujetas cantaor (1999)
9. 24 quilates (2002)
10. El rey del cante gitano (2003)
11. Archivo de flamenco: el Agujetas